# Blockmattvävare
Blockmattvävare (Bolyphantes punctulatus) är en spindelart som beskrevs 1939 av Åke Holm. Arten ingår i släktet Bolyphantes och familjen täckvävarspindlar.
Blockmattvävare förekommer i Skandinavien och Ryssland. Den är en högalpin art och lever av rov på kalfjället. Arten kategoriseras som nära hotad i både Sverige och Finland. Inga underarter finns listade.